# Draaginsigne "Agadir 1960"

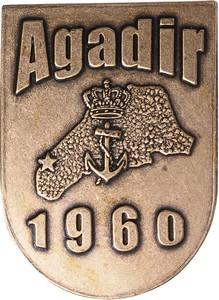
Draaginsigne

Het Draaginsigne "Agadir 1960" werd pas in 2000 ingesteld. Het draaginsigne, een onderscheiding maar geen Koninklijke onderscheiding, werd door de bevelhebber der zeestrijdkrachten, Vice-Admiraal C. van Duyvendijk ingesteld en verleend aan de opvarenden van het Nederlandse smaldeel dat hulp bood aan de op 29 februari 1960 door een zware aardbeving getroffen Marokkaanse stad Agadir.

De Nederlandse vloot kruiste toevallig voor de Marokkaanse kust toen de ramp plaatsvond.
In de bijbehorende oorkonde wordt vermeld dat de matrozen en officieren tijdens de "humanitaire hulpverleningsactie onder zware en moeilijke omstandigheden de
noodzakelijke activiteiten voortvarend en doeltreffend uitvoerden.
Het optreden van de vloot werd, zo stelt de Viceadmiraal verder, "gekenmerkt door inzet, plichtsbetrachting, doorzettingsvermogen en creativiteit".
Het draaginsigne is een rechthoekig onderaan afgerond bronskleurig schildje. Op het schild staat in reliëf een kaart van Marokko afgebeeld, daarop is het embleem van de Koninklijke Marine, een gekroond onklaar anker, gelegd. Op de plaats waar Agadir op de kaart hoort te liggen is een vijfpuntige ster afgebeeld. Boven de kaart staat "AGADIR" en onder de kaart het jaartal "1960".
Het schildje wordt gedragen op de rechterborstzak van een uniform.Het is sterk de vraag of het insigne gedragen is want personeel van de Koninklijke Marine gaat met 55 jaar op pensioen. De jongste nog in actieve dienst zijnde veteranen van de hulp aan Agadir zullen in 2000 ongeveer vijfenvijftig jaar oud zijn geweest. Er is geen baton of miniatuur.